# Raissa Ruus
Raissa Ruus, do 1971 Dijastinova, ros. Раиса Руус, Диястинова (ur. 18 września 1942 w Bajmaku, zm. 14 stycznia 1986 w Tallinnie) – estońska lekkoatletka, biegaczka na średnich i długich dystansach.
Podczas igrzysk olimpijskich w Monachium (1972), reprezentując ZSRR, odpadła w eliminacjach biegu na 800 metrów z czasem 2:11,18.
Mistrzyni ZSRR w biegu na 800 metrów (1971).
Sześciokrotna mistrzyni Estonii (bieg na 800 metrów – 1973 i 1976; bieg na 1500 metrów – 1973 i 1975; bieg na 3000 metrów – 1975 i 1976).
Sześciokrotna rekordzistka Estonii: na 800 metrów (2:02,1 w 1972), na 1500 metrów (do 4:14,2 w 1972) oraz na 3000 metrów (do 9:47,2 w 1976).
W 1972 wybrana sportsmenką roku w Estonii.

## Rekordy życiowe
- Bieg na 800 metrów – 2:02,1 (1972)[6][2] rekord Estonii[7][8]